# Ghostforce
Ghostforce é uma série de desenho animado francesa composta por 52 episódios (+2 especiais de 22 e 44 minutos) de 11 minutos criada e produzida por Jeremy Zag.
Teve sua estreia mundial em Israel, em 25 de julho de 2021. Na França, a série é transmitida a partir de 28 de agosto de 2021 no TF1. No Brasil, os primeiros 13 episódios foram publicados no Discovery Plus em 12 de dezembro de 2021 e em Portugal é transmitido a partir de 2 de outubro de 2021 no Disney Channel.

## Resumo
| Temporada | Temporada | Episódios | França               | França                 | Brasil                 | Brasil               | Portugal             | Portugal              |
| Temporada | Temporada | Episódios | Começar              | Final                  | Começar                | Final                | Começar              | Final                 |
| --------- | --------- | --------- | -------------------- | ---------------------- | ---------------------- | -------------------- | -------------------- | --------------------- |
|           | 1         | 52        | 28 de agosto de 2021 | 13 de novembro de 2022 | 12 de dezembro de 2021 | 9 de outubro de 2022 | 2 de outubro de 2021 | 27 de outubro de 2022 |

## Episódios

### Primeira temporada (2021-2022)
| #   | Títulos                                                    | Estreias                                                                                    | Audiência (em milhões) |
| --- | ---------------------------------------------------------- | ------------------------------------------------------------------------------------------- | ---------------------- |
| 1a  | "Banacolé (BR) Bananice (PT)" "Bananice"                   | 25 de julho de 2021 6 de novembro de 2021 12 de dezembro de 2021 2 de outubro de 2021       | ASA                    |
| 1b  | "Faraók (BR) Pharaok (PT)" "Pharaok"                       | 25 de julho de 2021 28 de agosto de 2021 12 de dezembro de 2021 2 de outubro de 2021        | ASA                    |
| 2a  | "Lixótico (BR)/(PT)" "Grordure"                            | 26 de julho de 2021 4 de setembro de 2021 12 de dezembro de 2021 2 de outubro de 2021       | ASA                    |
| 2b  | "Mikroo (BR)/(PT)" "Mikroo"                                | 26 de julho de 2021 28 de agosto de 2021 12 de dezembro de 2021 2 de outubro de 2021        | ASA                    |
| 3a  | "Mizuo (BR)/(PT)" "Mizuo"                                  | 27 de julho de 2021 13 de novembro de 2021 12 de dezembro de 2021 3 de outubro de 2021      | ASA                    |
| 3b  | "Tubarancora (BR) Sharkoak (PT)" "Requinox"                | 27 de julho de 2021 18 de setembro de 2021 12 de dezembro de 2021 3 de outubro de 2021      | ASA                    |
| 4a  | "Mestree (BR) Mastaar (PT)" "Mastaar"                      | 28 de julho de 2021 11 de setembro de 2021 12 de dezembro de 2021 9 de outubro de 2021      | ASA                    |
| 4b  | "Arachiclé (BR) Arakgum (PT)" "Arakgum"                    | 28 de julho de 2021 30 de outubro de 2021 12 de dezembro de 2021 9 de outubro de 2021       | ASA                    |
| 5a  | "Zipzap (BR) ZipZap (PT)" "ZipZap"                         | 29 de julho de 2021 9 de outubro de 2021 12 de dezembro de 2021 10 de outubro de 2021       | ASA                    |
| 5b  | "Atirachama (BR) Artichama (PT)" "Artiflamme"              | 29 de julho de 2021 2 de outubro de 2021 12 de dezembro de 2021 10 de outubro de 2021       | ASA                    |
| 6a  | "Xhipno (BR) Xhypno (PT)" "Xhypno"                         | 22 de agosto de 2021 20 de novembro de 2021 12 de dezembro de 2021 16 de outubro de 2021    | ASA                    |
| 6b  | "Esporofungus (BR) Sporofungus (PT)" "Sporofungus"         | 22 de agosto de 2021 25 de setembro de 2021 12 de dezembro de 2021 16 de outubro de 2021    | ASA                    |
| 7a  | "Krik-Krok (BR)/(PT)" "Krik-Krok"                          | 23 de agosto de 2021 18 de setembro de 2021 12 de dezembro de 2021 17 de outubro de 2021    | ASA                    |
| 7b  | "Horrorburguer (BR) Burghorror (PT)" "Burghorreur"         | 23 de agosto de 2021 16 de outubro de 2021 20 de fevereiro de 2022 17 de outubro de 2021    | ASA                    |
| 8a  | "Raijin (BR)/(PT)" "Raijin"                                | 24 de agosto de 2021 4 de setembro de 2021 20 de fevereiro de 2022 23 de outubro de 2021    | ASA                    |
| 8b  | "Chronológio (BR) Chronoklok (PT)" "Chronoklok"            | 24 de agosto de 2021 11 de setembro de 2021 20 de fevereiro de 2022 23 de outubro de 2021   | ASA                    |
| 9a  | "Gatastrofe (BR)/(PT)" "Katastroph"                        | 25 de agosto de 2021 18 de setembro de 2021 20 de fevereiro de 2022 24 de outubro de 2021   | ASA                    |
| 9b  | "Gelemistério (BR) Jellystery (PT)" "Jellystery"           | 25 de agosto de 2021 23 de outubro de 2021 20 de fevereiro de 2022 24 de outubro de 2021    | ASA                    |
| 10a | "Vocaos (BR) Vochaos (PT)" "Vochaos"                       | 30 de setembro de 2021 27 de novembro de 2021 20 de fevereiro de 2022 6 de dezembro de 2021 | ASA                    |
| 10b | "Agia (BR)/(PT)" "Agia"                                    | 1 de outubro de 2021 4 de dezembro de 2021 20 de fevereiro de 2022 6 de dezembro de 2021    | ASA                    |
| 11a | "Ciclopee (BR) Cyclopee (PT)" "Cyclopee"                   | 1 de outubro de 2021 11 de dezembro de 2021 20 de fevereiro de 2022 7 de dezembro de 2021   | ASA                    |
| 11b | "Cartamágica (BR) Gmagicard (PT)" "Cartomage"              | 4 de outubro de 2021 18 de dezembro de 2021 20 de fevereiro de 2022 7 de dezembro de 2021   | ASA                    |
| 12a | "Esfrega-Espuma (BR) Bubble-Brush (PT)" "Froskimous"       | 4 de outubro de 2021 23 de janeiro de 2022 20 de fevereiro de 2022 8 de dezembro de 2021    | ASA                    |
| 12b | "Gluglux (BR) Glouglux (PT)" "Glougloux"                   | 5 de outubro de 2021 16 de janeiro de 2022 20 de fevereiro de 2022 8 de dezembro de 2021    | ASA                    |
| 13a | "Coça-Grito (BR) Scream Scratch (PT)" "Gratouille"         | 1 de novembro de 2021 6 de fevereiro de 2022 20 de fevereiro de 2022 9 de dezembro de 2021  | ASA                    |
| 13b | "Fantasma-Hop (BR) Creepop (PT)" "Cripop"                  | 1 de novembro de 2021 9 de janeiro de 2022 20 de fevereiro de 2022 9 de dezembro de 2021    | ASA                    |
| 14a | "Sonobuu (BR) Somnibou (PT)" "Somnibou"                    | 8 de novembro de 2021 30 de janeiro de 2022 1 de maio de 2022 26 de março de 2022           | ASA                    |
| 14b | "Problemesticam (BR) Troublestretch (PT)" "Filaffreux"     | 8 de novembro de 2021 20 de fevereiro de 2022 1 de maio de 2022 26 de março de 2022         | ASA                    |
| 15a | "Meta&Lix (BR)/(PT)" "Méta&Lix"                            | 15 de novembro de 2021 6 de março de 2022 1 de maio de 2022 27 de março de 2022             | ASA                    |
| 15b | "Biscoitochama (BR) Cookieflame (PT)" "Cookieflamme"       | 15 de novembro de 2021 13 de fevereiro de 2022 1 de maio de 2022 27 de março de 2022        | ASA                    |
| 16a | "Graffurioso (BR) Graffurious (PT)" "Graffurious"          | 25 de fevereiro de 2022 28 de agosto de 2022 1 de maio de 2022 2 de abril de 2022           | ASA                    |
| 16b | "Gravisfer (BR) Levisfer (PT)" "Lévisfer"                  | 26 de fevereiro de 2022 2 de outubro de 2022 1 de maio de 2022 2 de abril de 2022           | ASA                    |
| 17a | "Paniclick (BR)/(PT)" "Paniclick"                          | 27 de fevereiro de 2022 1 de julho de 2022 3 de abril de 2022                               | ASA                    |
| 17b | "Sablirok (BR) Sandyrok (PT)" "Sablirok"                   | 28 de fevereiro de 2022 28 de agosto de 2022 1 de julho de 2022 3 de abril de 2022          | ASA                    |
| 18a | "Hypnoleão (BR) Hypnolion (PT)" "Hypnolion"                | 12 de março de 2022 4 de setembro de 2022 1 de julho de 2022 9 de abril de 2022             | ASA                    |
| 18b | "Jinpiada (BR) Jinjoke (PT)" "Gredingue"                   | 12 de março de 2022 6 de novembro de 2022 1 de julho de 2022 9 de abril de 2022             | ASA                    |
| 19a | "Colagoma (BR) Gumglue (PT)" "Gumglue"                     | 26 de março de 2022 4 de setembro de 2022 1 de julho de 2022 12 de setembro de 2022         | ASA                    |
| 19b | "Scorpod (BR)/(PT)" "Scorpod"                              | 26 de março de 2022 18 de setembro de 2022 1 de julho de 2022 12 de setembro de 2022        | ASA                    |
| 20a | "Turbomilho (BR) Turbokorn (PT)" "Turbokorn"               | 2 de abril de 2022 18 de setembro de 2022 1 de julho de 2022 13 de setembro de 2022         | ASA                    |
| 20b | "Balãoboo (BR) Biballoon (PT)" "Biballoon"                 | 2 de abril de 2022 2 de novembro de 2022 1 de julho de 2022 13 de setembro de 2022          | ASA                    |
| 21a | "Mascarada (BR) Mascarade (PT)" "Mascarade"                | 9 de abril de 2022 11 de setembro de 2022 1 de julho de 2022 14 de setembro de 2022         | ASA                    |
| 21b | "Batata (BR)/(PT)" "Batata"                                | 9 de abril de 2022 30 de outubro de 2022 1 de julho de 2022 14 de setembro de 2022          | ASA                    |
| 22a | "Prehistorrível (BR) Prehistorrible (PT)" "Préhistorrible" | 25 de junho de 2022 24 de outubro de 2022 9 de outubro de 2022 15 de setembro de 2022       | ASA                    |
| 22b | "Caorion (BR) Chaorion (PT)" "Chaorion"                    | 25 de junho de 2022 2 de outubro de 2022 9 de outubro de 2022 15 de setembro de 2022        | ASA                    |
| 23a | "Piraniak (BR)/(PT)" "Piraniak"                            | 25 de junho de 2022 25 de outubro de 2022 9 de outubro de 2022 24 de outubro de 2022        | ASA                    |
| 23b | "Dinozos (BR)/(PT)" "Dinozos"                              | 25 de junho de 2022 26 de outubro de 2022 9 de outubro de 2022 24 de outubro de 2022        | ASA                    |
| 24a | "Rei da Quadra (BR) Dunky Boss (PT)" "Dunky Boss"          | 23 de agosto de 2022 27 de outubro de 2022 9 de outubro de 2022 25 de outubro de 2022       | ASA                    |
| 24b | "Medocrescente (BR) Scaregrow (PT)" "Epouvanterre"         | 23 de agosto de 2022 25 de setembro de 2022 9 de outubro de 2022 25 de outubro de 2022      | ASA                    |
| 25a | "Geleiajack (BR) Jellyjack (PT)" "Gloupsijack"             | 24 de agosto de 2022 13 de novembro de 2022 9 de outubro de 2022 26 de outubro de 2022      | ASA                    |
| 25b | "Kaboom (BR)/(PT)" "Kaboum"                                | 24 de agosto de 2022 28 de outubro de 2022 9 de outubro de 2022 26 de outubro de 2022       | ASA                    |
| 26a | "Ninja Ki (BR)/(PT)" "Ninjaki"                             | 25 de agosto de 2022 1 de novembro de 2022 9 de outubro de 2022 27 de outubro de 2022       | ASA                    |
| 26b | "Criângulo (BR) Criangle (PT)" "Criangle"                  | 25 de agosto de 2022 11 de setembro de 2022 9 de outubro de 2022 27 de outubro de 2022      | ASA                    |

## Especiais
| # | Títulos                             | Estreias                                                                          | Audiência (em milhões) |
| - | ----------------------------------- | --------------------------------------------------------------------------------- | ---------------------- |
| 1 | "Emburrabóbora (BR)" "Fichtrouille" | 28 de outubro de 2022 31 de outubro de 2022 29 de outubro de 2022 outubro de 2023 | ASA                    |